# Marco bosniaco
Il marco bosniaco o marco convertibile (in bosniaco e croato: konvertibilna marka, in serbo: конвертибилна марка) (ISO 4217: BAM, comunemente KM) è la moneta ufficiale della Bosnia ed Erzegovina. Esso è diviso in 100 feninga (фенинга in serbo), dal tedesco Pfennig.

Anche Marka si riferisce al nome della moneta alla quale il marco convertibile era stato agganciato nel 1998 con un cambio di 1:1, il marco tedesco. L'adozione della nuova valuta fu decisa con gli Accordi di Dayton del 1995 ed andò ad uniformare la situazione creatasi durante la guerra, dove le tre etnie, oltre che legate fortemente alla religione avevano adottato la moneta di riferimento: il dinaro poi la kuna tra i croati, il dinaro bosniaco (moneta ufficiale della Bosnia ed Erzegovina dal 1992) tra i bosgnacchi e il dinaro della Repubblica Serba tra i serbi.
Dopo che il marco tedesco fu assorbito dall'euro nel 1999, il marco convertibile fu agganciato alla nuova moneta comune europea, con il seguente cambio:
- 1 € = 1,95583 KM
- 1 KM = 0,51129 €

Essendo il cambio fisso si può definire il marco bosniaco come espressione non decimale dell'euro, proprio come le monete europee confluite nella valuta unica durante il periodo transitorio 1999-2001.

## Banconote
Le due entità, la Federazione di Bosnia ed Erzegovina (FBiH) e la Repubblica Serba (RS), hanno banconote dello stesso valore ma con disegni differenti, spendibili indipendentemente in tutto il Paese. Uniche eccezioni sono le banconote da 5 km (stesso disegno ma differente posizione delle denominazioni nelle due lingue ufficiali) e 200 km, uguale in tutto il Paese.

Riportati di seguito i vari tagli delle banconote, con relativo colore e personalità raffigurata:
- 50 feninga/фенинга (blu) FBiH: Skender Kulenović, RS: Branko Ćopić (ritirata dalla circolazione il 31/3/2003)
- 1 marka/марка (verde) FBiH: Ivan Franjo Jukić (ritirata dalla circolazione il 31/3/2009), RS: Ivo Andrić (A causa di un errore di stampa, la banconota da 1 km dell'entità RS è stata immediatamente rimossa dalla circolazione il 15/7/1998)
- 5 maraka/марака (viola) FBiH e RS: Meša Selimović. (ritirata dalla circolazione il 31/3/2010)[1]
- 10 maraka/марака (arancione) FBiH: Mehmedalija Mak Dizdar, RS: Aleksa Šantić
- 20 maraka/марака (grigio) FBiH: Antun Branko Šimić, RS: Filip Višnjić
- 50 maraka/марака (rosso) FBiH: Musa Ćazim Ćatić, RS: Jovan Dučić
- 100 maraka/марака (marrone) FBiH: Nikola Šop, RS: Petar Kočić
- 200 maraka/марака (azzurro-verde) FBiH e RS: Ivo Andrić (in circolazione dal 15/5/2002)

## Monete
- 5 feninga/фенинга (in circolazione dal 5/1/2006)
- 10 feninga/фенинга
- 20 feninga/фенинга
- 50 feninga/фенинга
- 1 marka/марка (in circolazione dal 31/7/2000)
- 2 marke/марке (in circolazione dal 31/7/2000)
- 5 maraka/марака (in circolazione dal 5/1/2006)